# François Michel de Rozière
François Michel de Rozière, né le 29 septembre 1775 à Melun (Seine-et-Marne), décédé le 4 novembre 1842 à Melun, est un ingénieur du corps des mines. Il avait passé le premier concours de l'École des mines réorganisée par l'Agence des Mines en 1794 et avait suivi, avec les quarante autres élèves des cours à l'École polytechnique en 1795 et 1796. 

## Carrière
Membre de la Commission des sciences et des arts lors de la campagne d'Égypte, il parcourt la vallée du Nil dans tous les sens, à la recherche de pierres en tout genre. Le départ prématuré de Dolomieu en mars 1799, fit de lui le minéralogiste principal.
En janvier 1799, il explore la région du Fayoum.
En décembre, il participe à la reconnaissance de l'itinéraire Le Caire-Suez. Puis en novembre 1800 avec l'ingénieur mécanicien Coutelle, il est autorisé à accompagner la grande caravane de Tor, forte de mille huit cents chameaux, qui doit se rendre au Sinaï. Il ajoute à ses travaux scientifiques l'observation d'une population en marche dans le désert, pensant que l'état physique du pays doit renseigner sur les modes de vie dans l'Antiquité. C'est dans cet état d'esprit qu'il ajoute à son colossal travail sur les minéraux, une étude très fouillée du système métrique des anciens Égyptiens. Il travaille au volume 2 bis de la Description de l'Égypte, dont il est avec Alire Raffeneau-Delile le principal contributeur. Comme il n'existe pas encore de système consensuel de description et de classification des minéraux, il pallie la difficulté en apportant un soin tout particulier à l'établissement des 15 planches minéralogiques en couleurs qui illustrent l'ouvrage. 
Les écrits de Rozière sur l'Égypte sont ses seules œuvres scientifiques connues. Sur les dix mémoires qu'il a écrits et qui figurent dans la Description de l'Égypte. Comme beaucoup des autres membres de la Commission des sciences et des arts, Rozière ne limite pas sa curiosité et ses investigations à un seul thème. Il veut apporter sa contribution à la découverte de l'Égypte et de ses richesses culturelles :
- cinq appartiennent aux Antiquités et traitent surtout des matériaux utilisés dans les monuments anciens ;
- quatre à l'histoire naturelle, dont le plus important « De la Constitution physique de l'Égypte et de ses rapports avec les anciennes institutions » ;
- un à l'état moderne « Mémoire sur l'art défaire éclore des poulets en Égypte par le moyen des fours. »

La géologie et à la minéralogie sont pour lui d'abord un moyen de comprendre l'histoire de l'Égypte et de ses monuments. Il écrit dans l'introduction de son grand mémoire :

« Ce travail offrira donc une marche particulière. Simple exposé des faits naturels et de leurs conséquences géologiques, il serait dépouillé de sa principale utilité. Ce doit être aussi le développement des rapports du sol de l'Égypte avec les anciens peuples qui l'ont habité, l'ont couvert de leurs monuments, qui, dans les temps les plus reculés, l'ont creusé, traversé, modifié, par leurs travaux dont les vestiges existent encore ; de ses rapports avec certains faits de l'histoire, avec les relations des anciens voyageurs, qui par-là, se trouvant quelquefois éclaircies, deviendront plus curieuses. Alors bien des questions abordées sans succès jusqu'ici pourront être résolues. »

L'un des apports importants de Rozière à la connaissance de la minéralogie de l'Égypte, telle qu'on pouvait la concevoir à la fin du XVIIIe siècle est l'utilisation de l'image. Partant du principe que plus une description est détaillée, plus elle sera difficile à saisir pour un lecteur qui n'aurait pas vu la roche décrite auparavant, qu'il faudrait donc former des collections de roches qui soient exactement conformes entre elles, de les accompagner d'indications précises, ... mais ce moyen, excellent en soi, n'est pas d'une exécution facile ; on sent qu'il n'est pas généralement praticable : c'est pour y suppléer que nous avons fait graver la collection des roches d'Égypte.
Dans l'esprit de Rozière, le dessin et la couleur sont aussi importants que la description littérale, mais le tout doit être de grande qualité. 

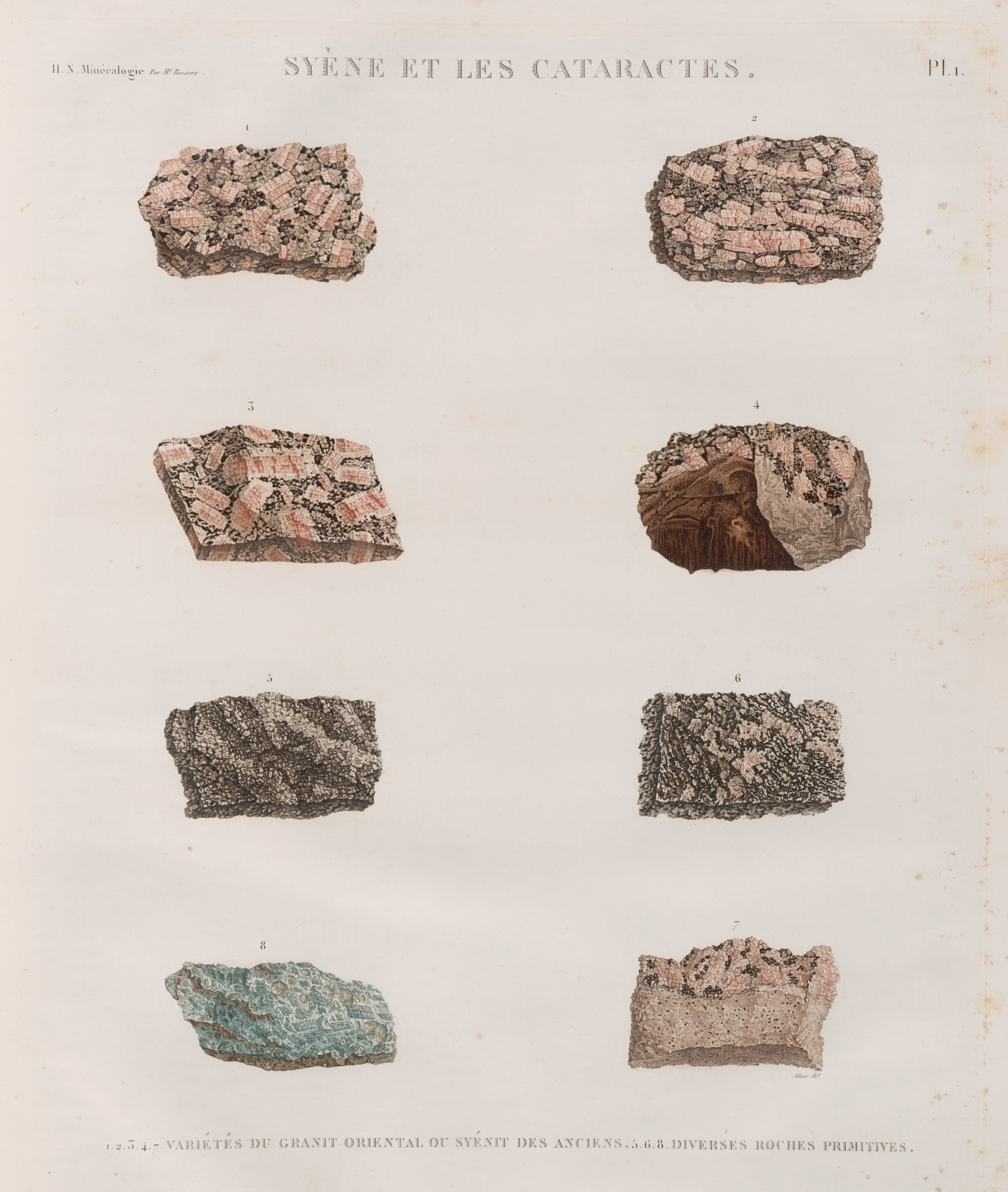
Variétés du granit oriental ou syénit
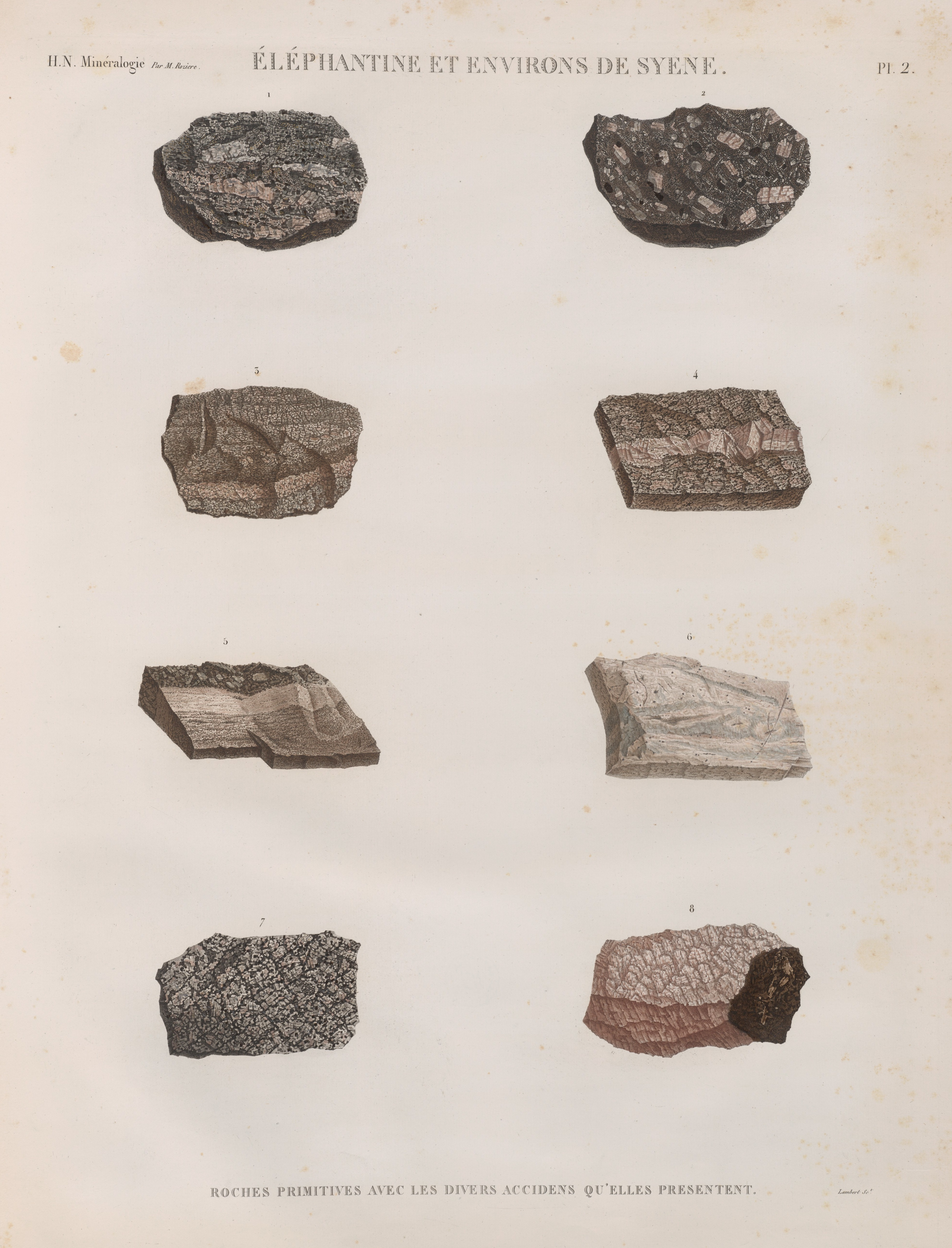
Éléphantine et environs de Syène
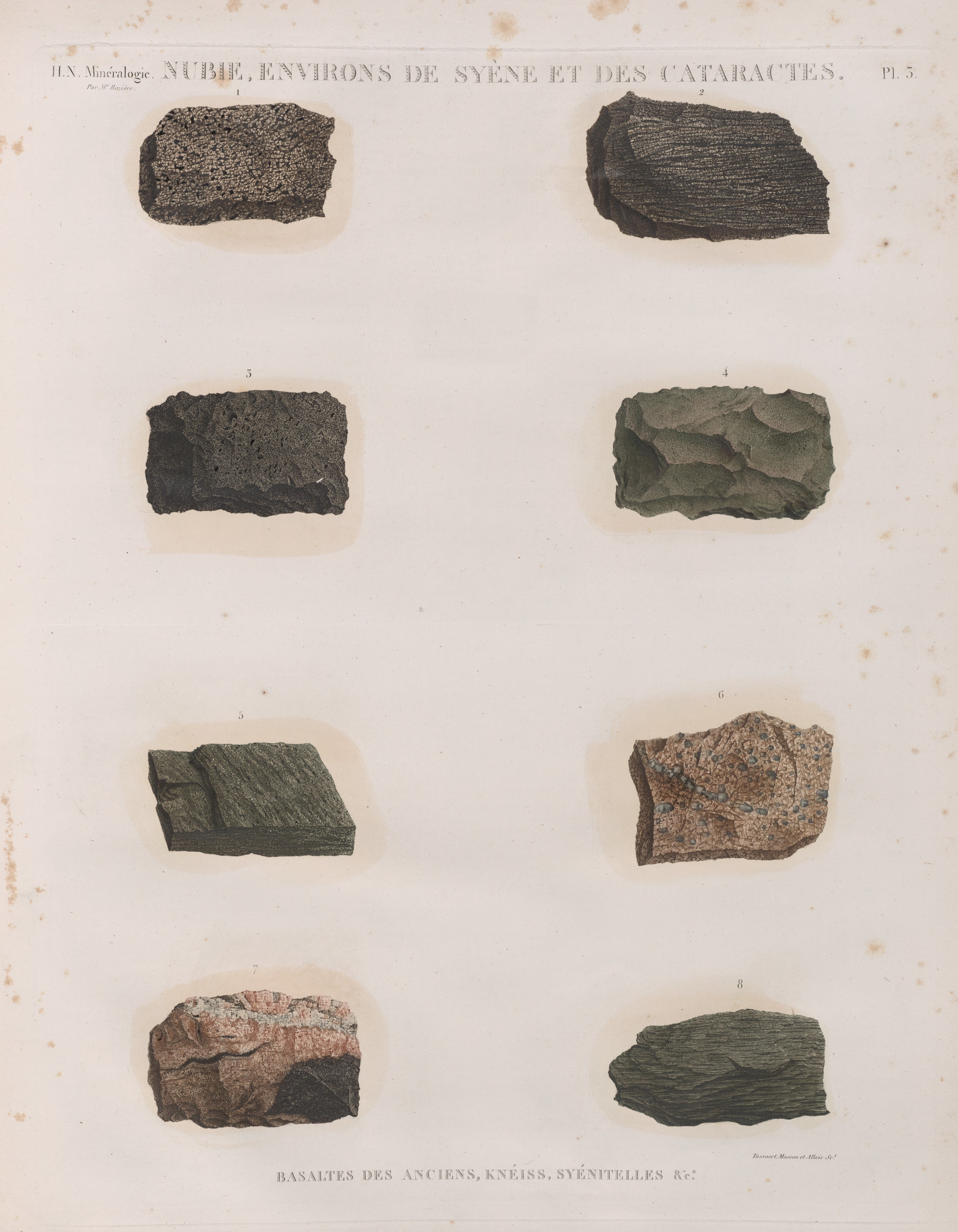
Basaltes des anciens, Knéiss, Syénitelles etc
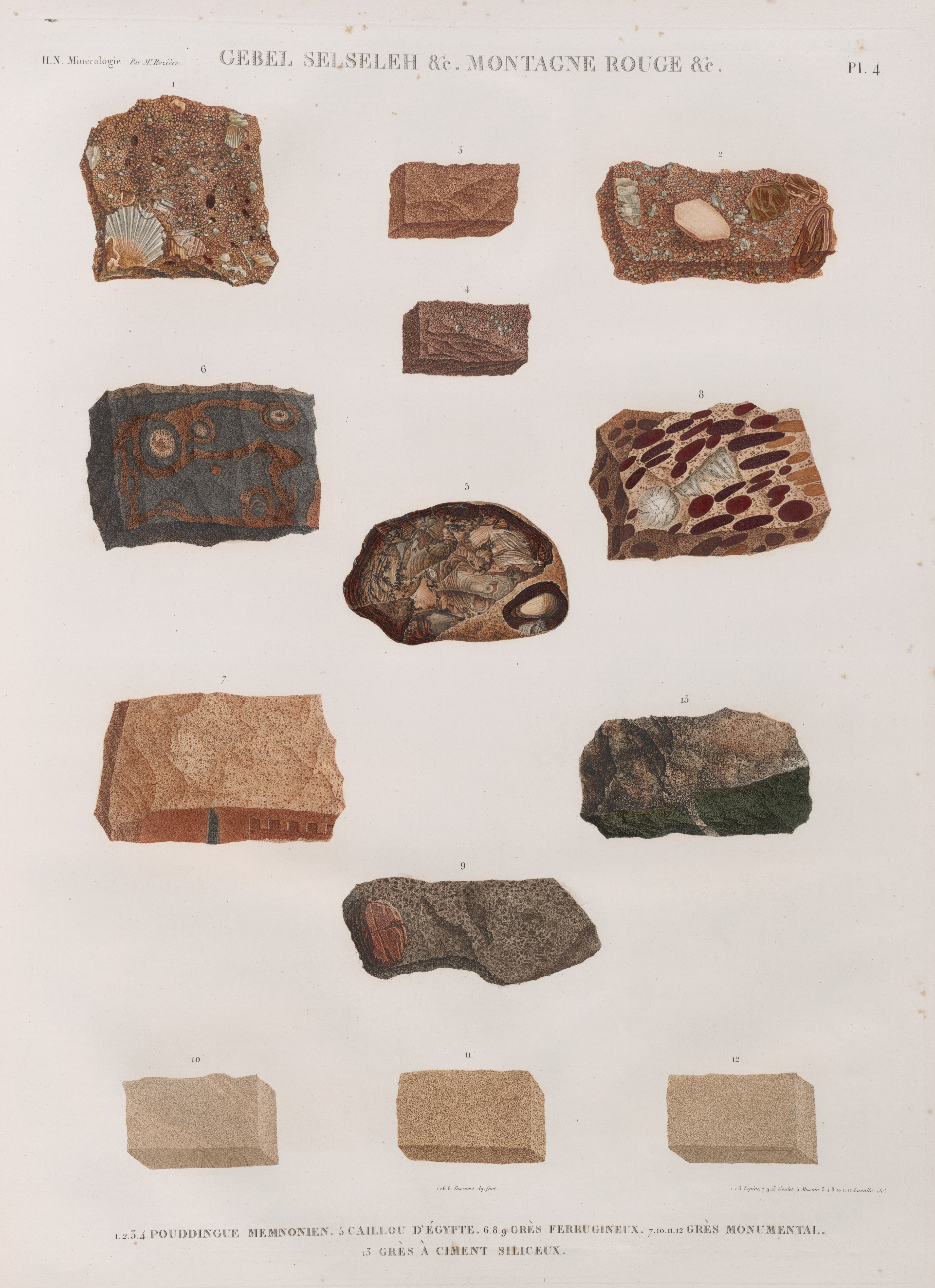
1-4. Pouddingue memnonien; 5. Caillou d'Égypte; 6.8.9. Grès ferrugineux; 7.10-12. Grès monumental; 13. Grès à ciment siliceux
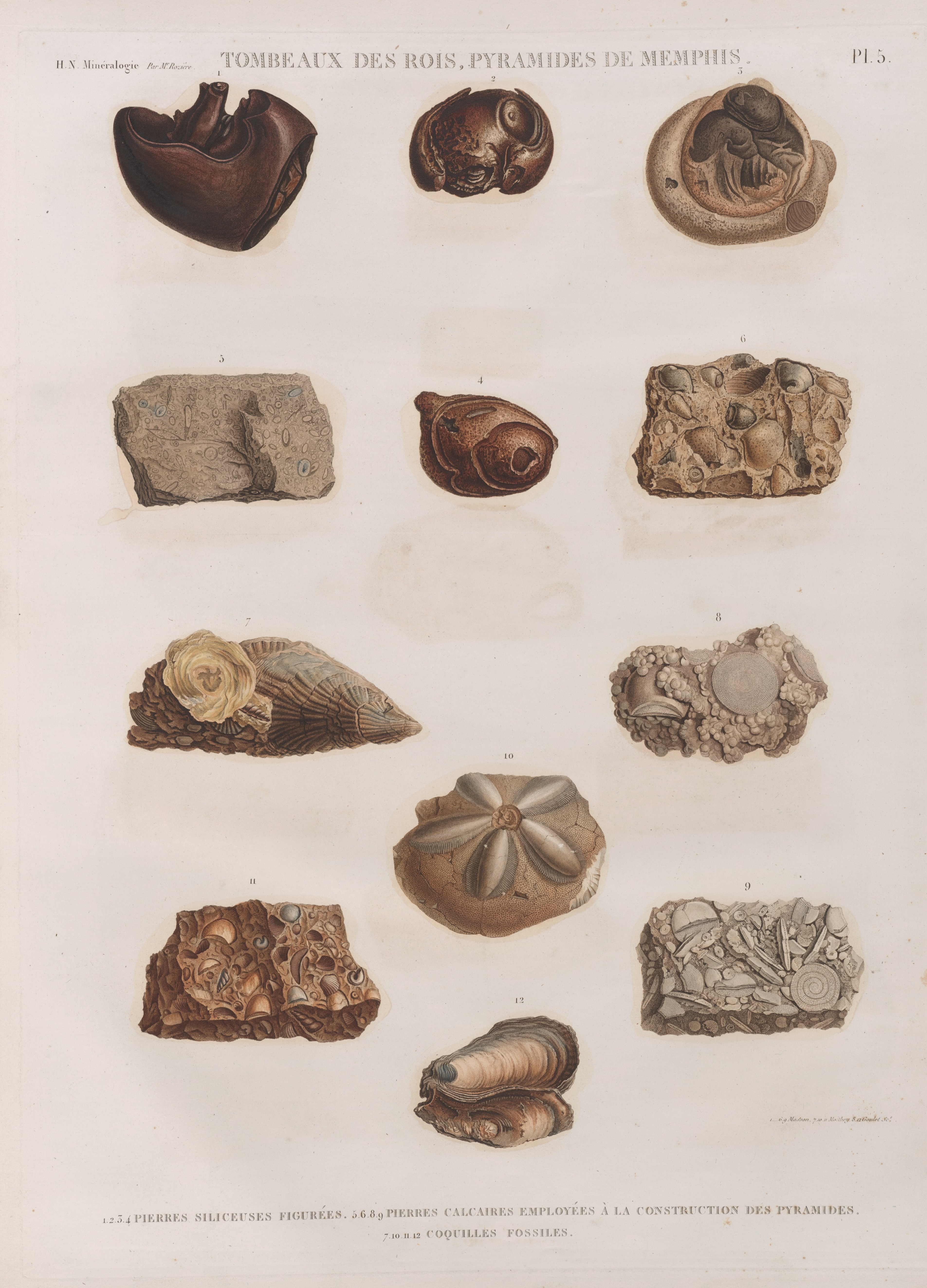
Pyramides de Memphis. 1-4. Pierres siliceuses figurées; 5.6.8.9. Pierres calcaires employées à la construction des pyramides; 7.10-12. Coquilles fossiles

- 1-4. Pouddingue memnonien;
5. Caillou d'Égypte;
6.8.9. Grès ferrugineux;
7.10-12. Grès monumental;
13. Grès à ciment siliceux
- Pyramides de Memphis.
1-4. Pierres siliceuses figurées;
5.6.8.9. Pierres calcaires employées à la construction des pyramides;
7.10-12. Coquilles fossiles

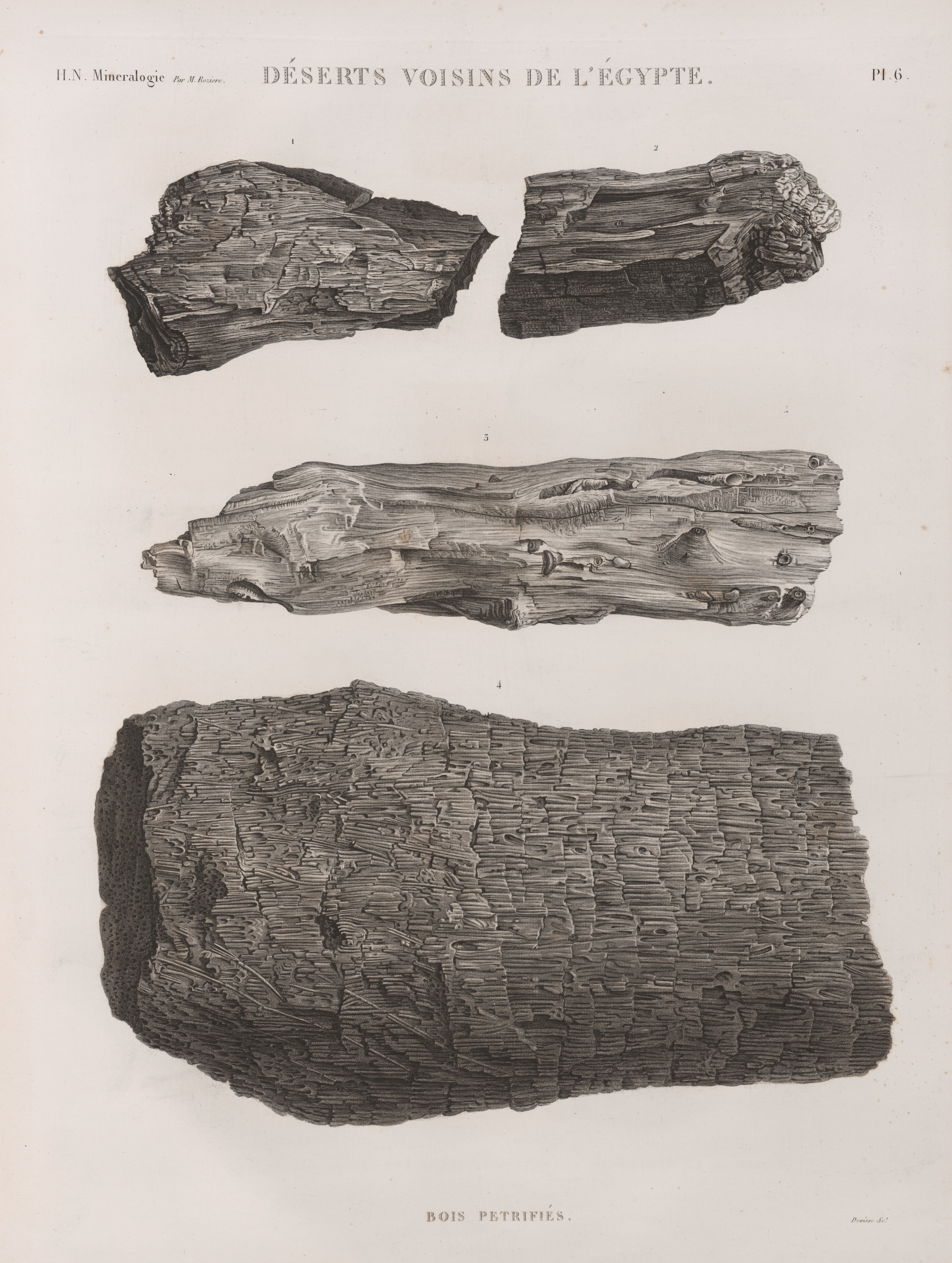
Bois petrifiés
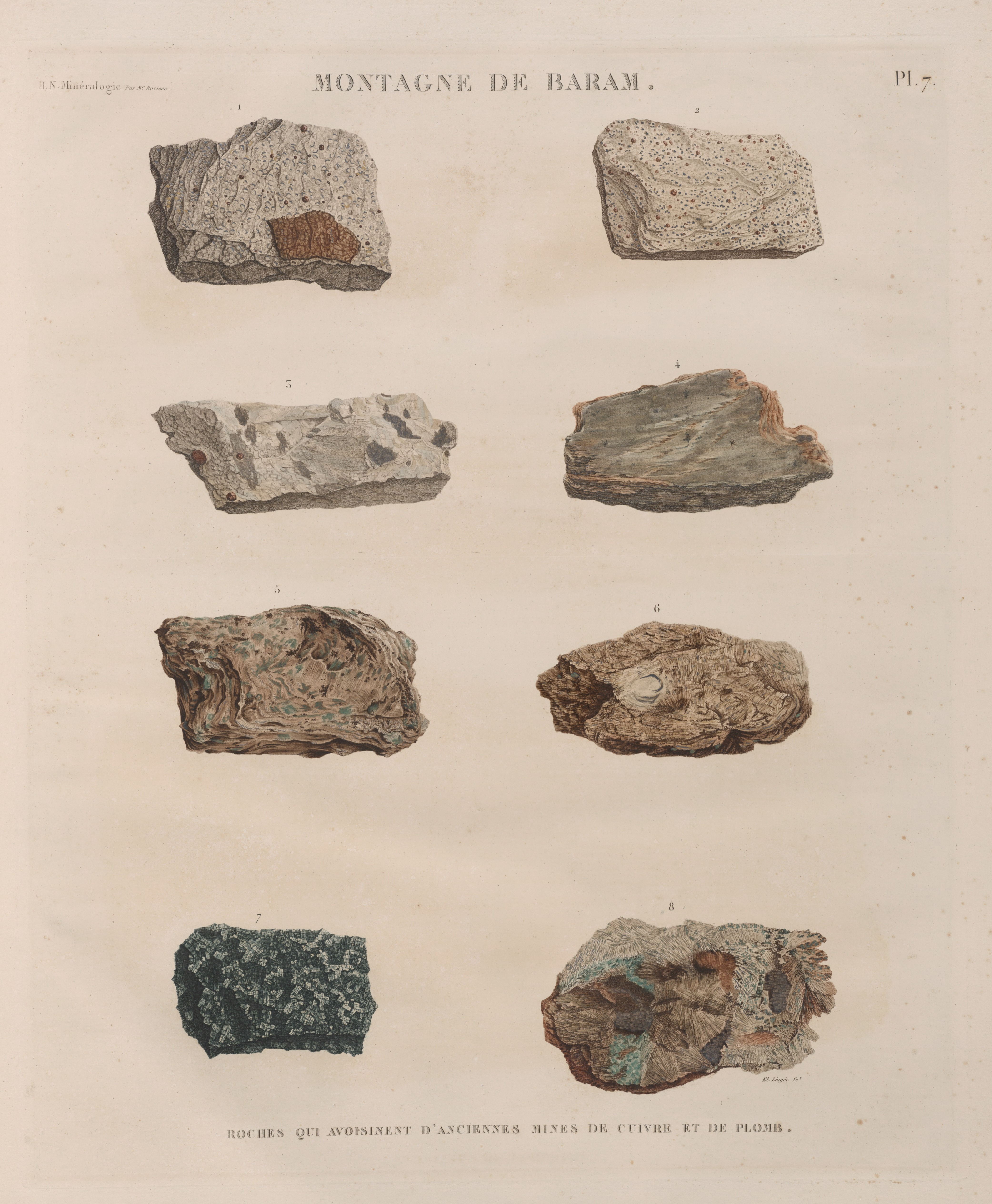
Montagne de Baram
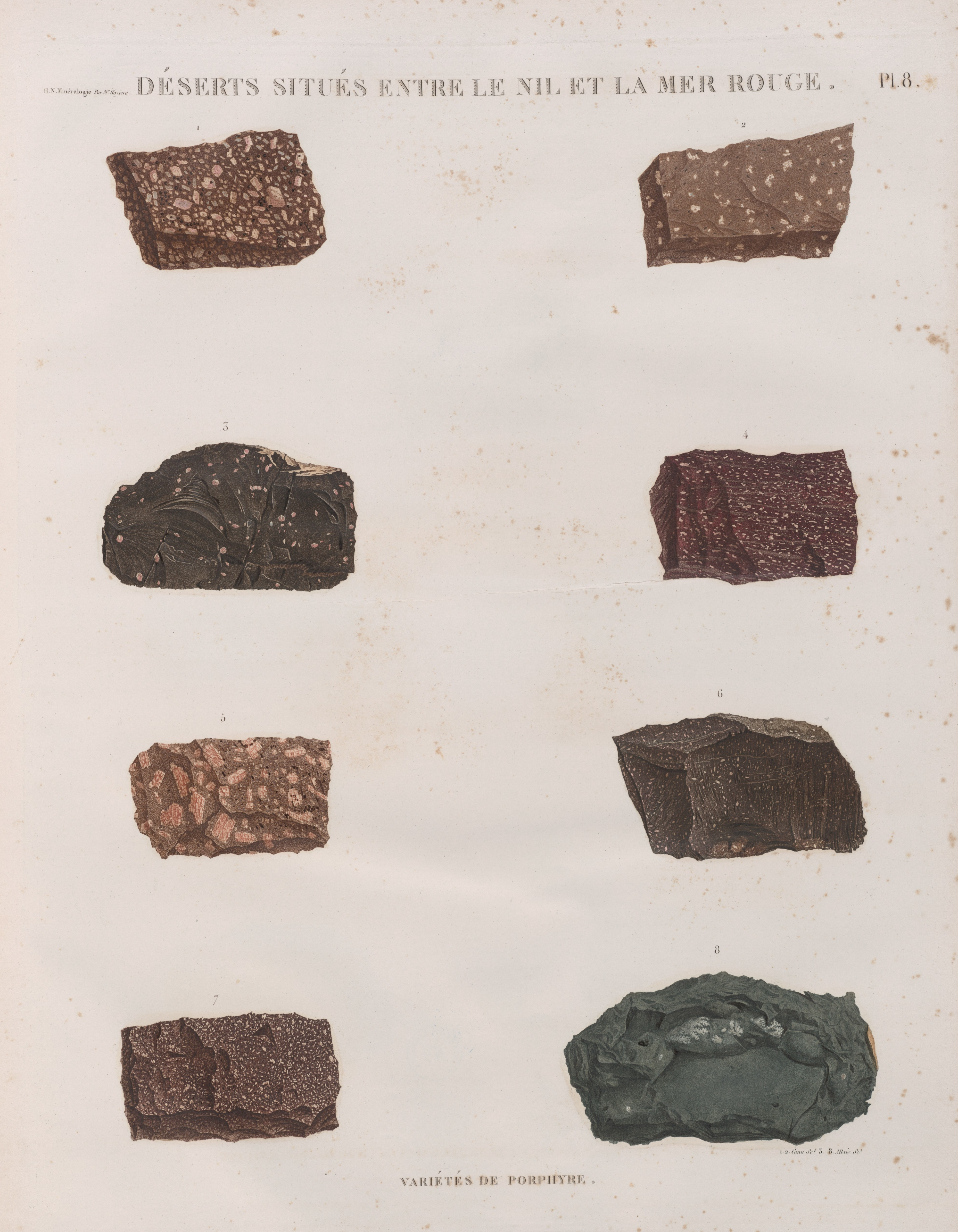
Variétés de porphyre
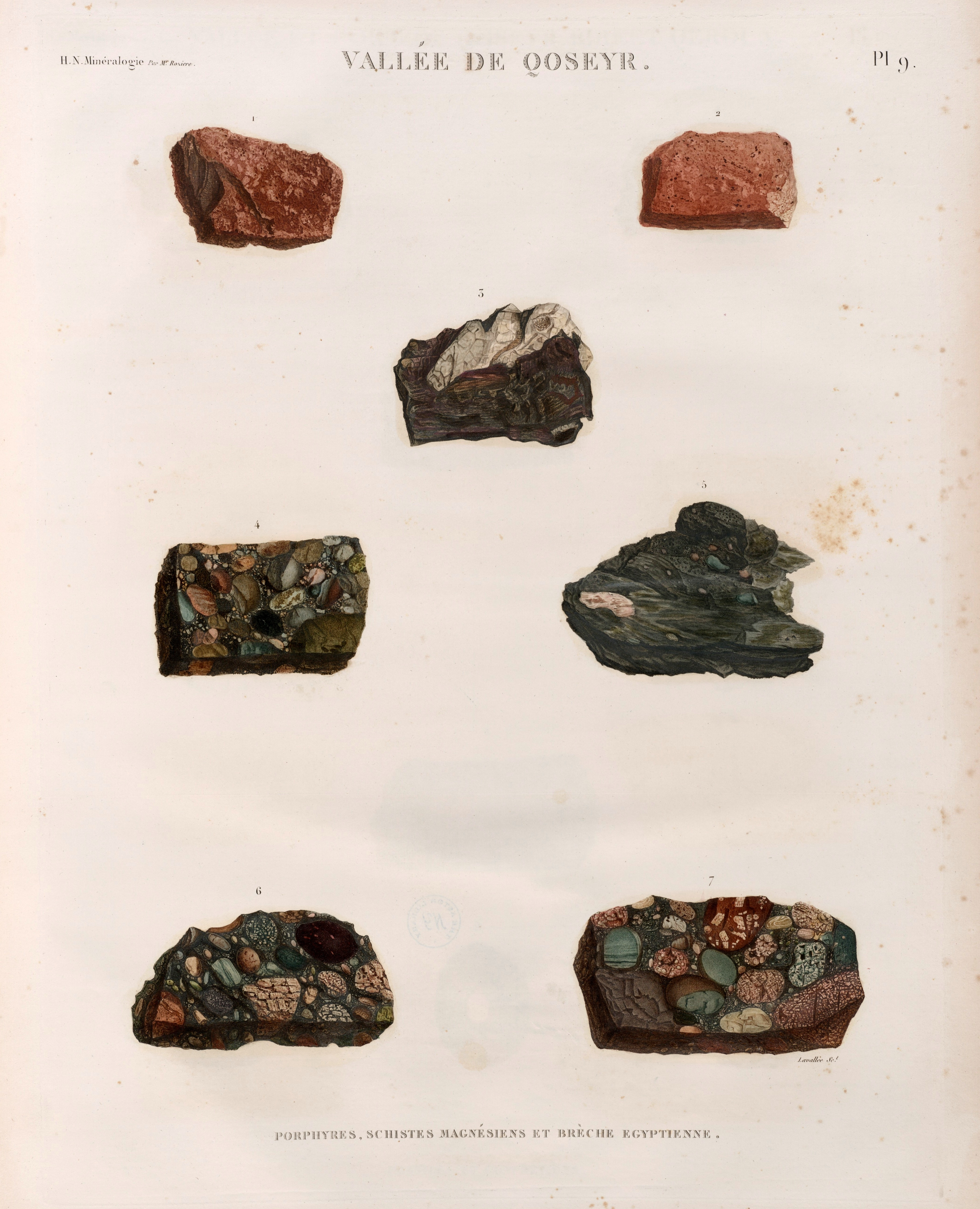
Porphyres, schistes magnésiens et brèche égyptienne
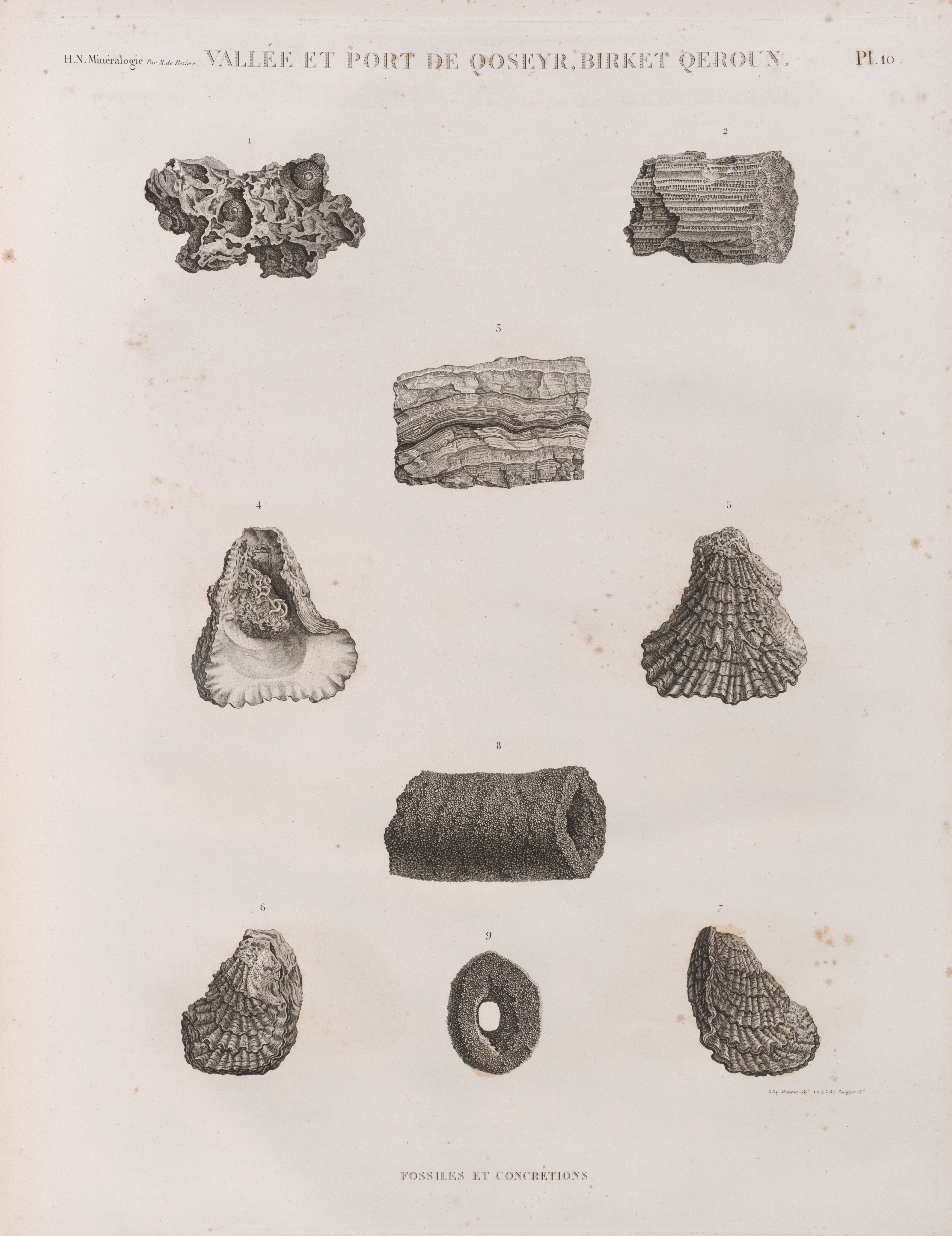
Port de Qoseyr, Birket Qeroun. Fossiles et concrétions

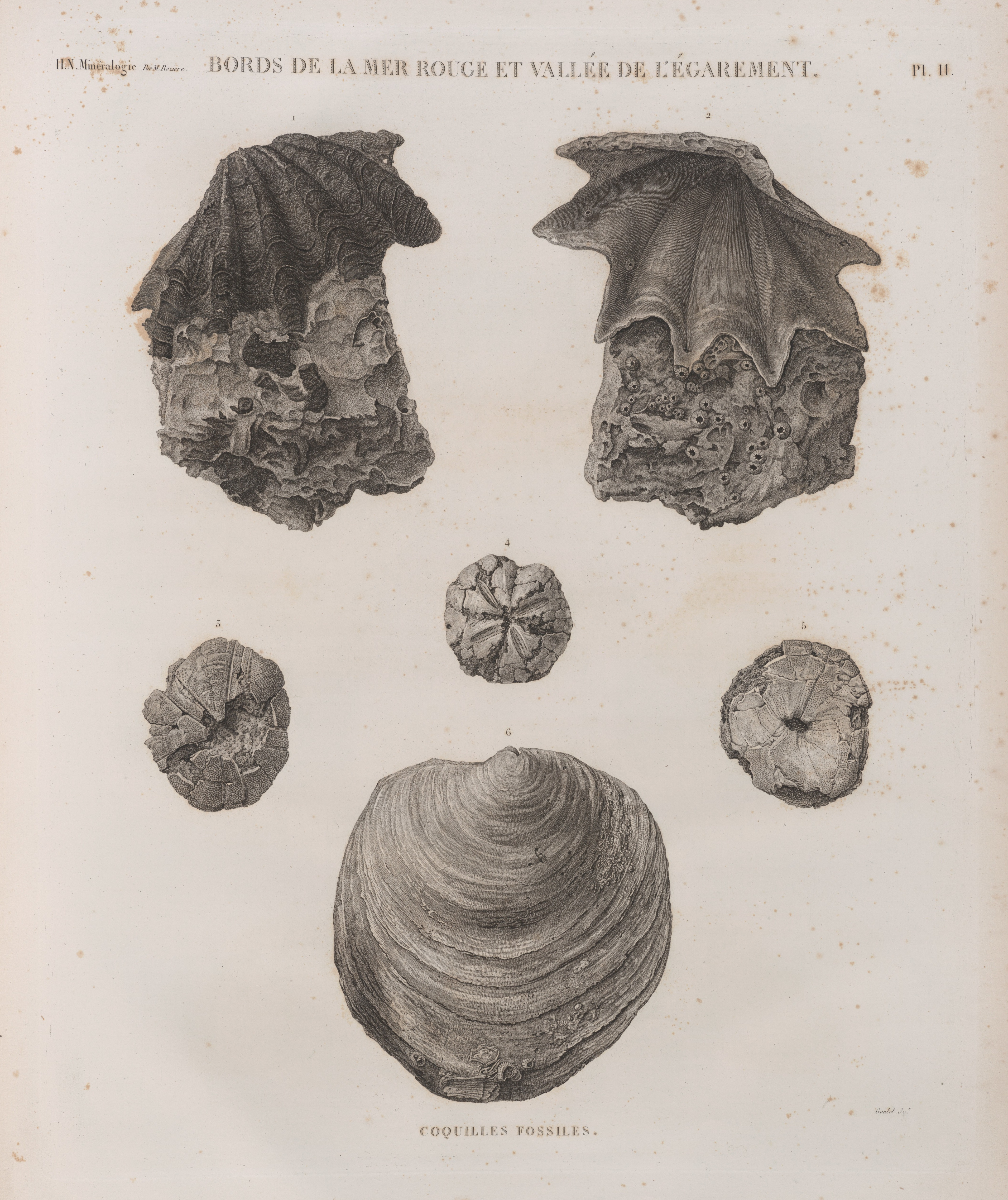
Coquilles fossiles
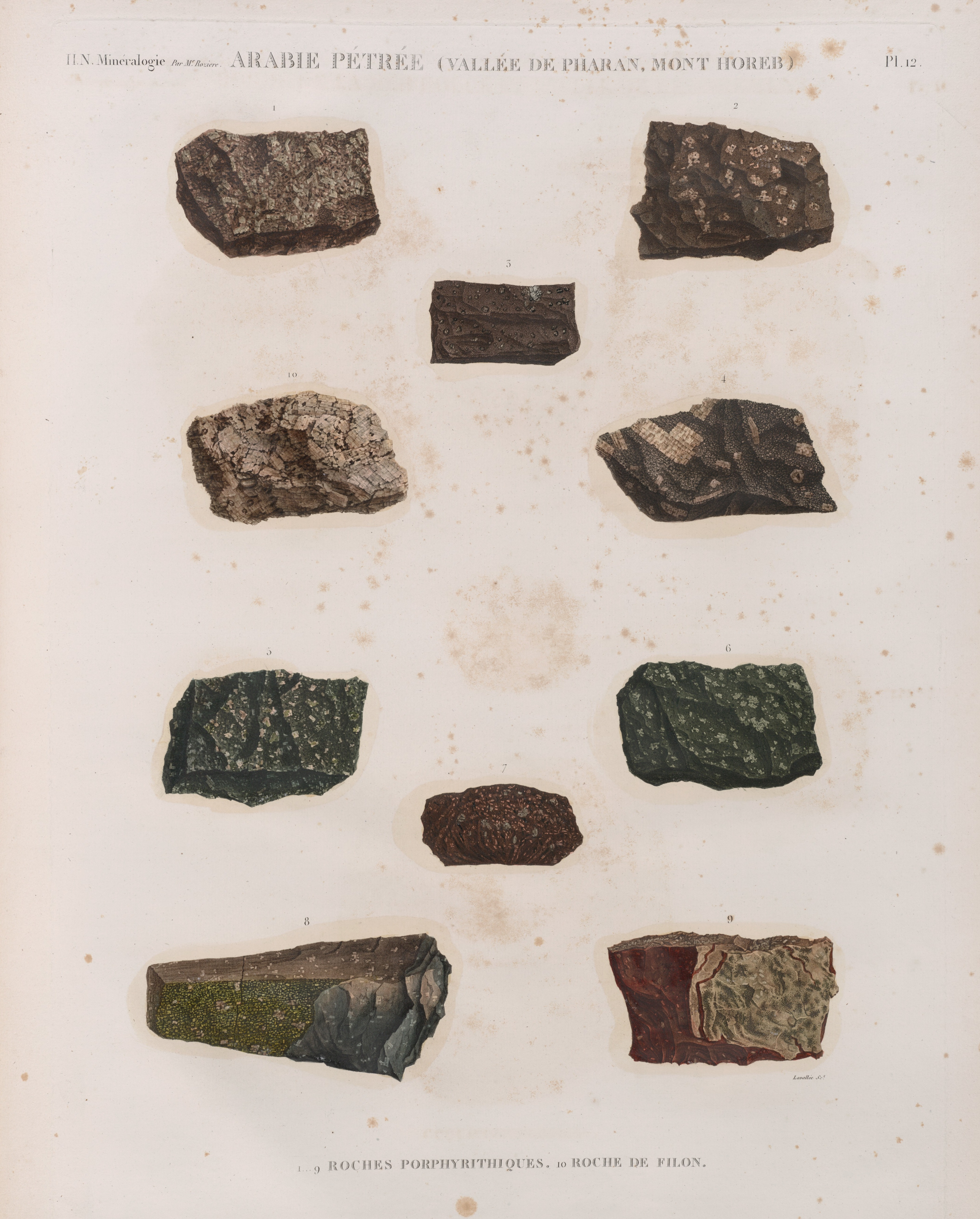
1-9. Roches porphyrithiques; 10. Roche de Filon
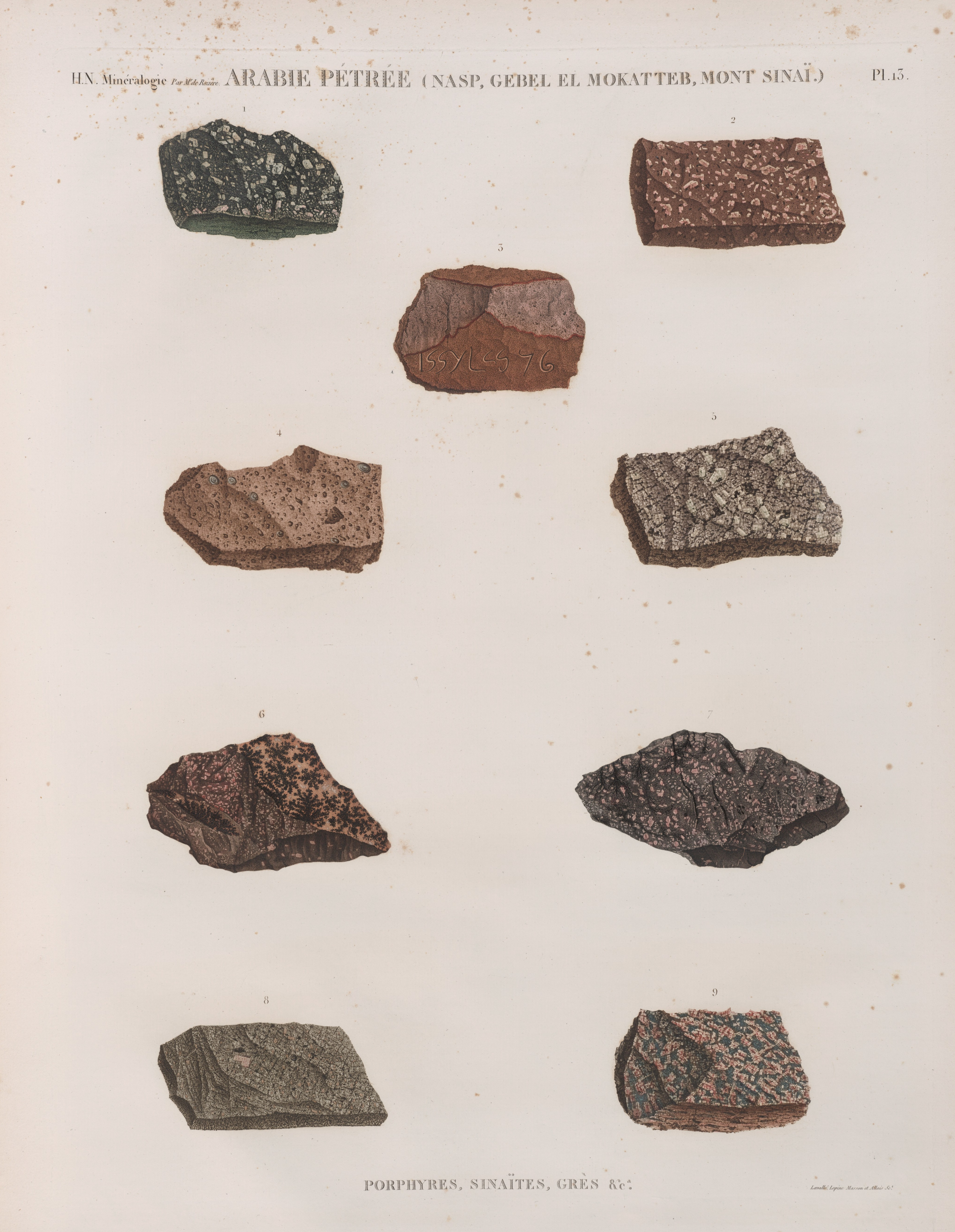
Porphyres, sinaïtes, grès, etc
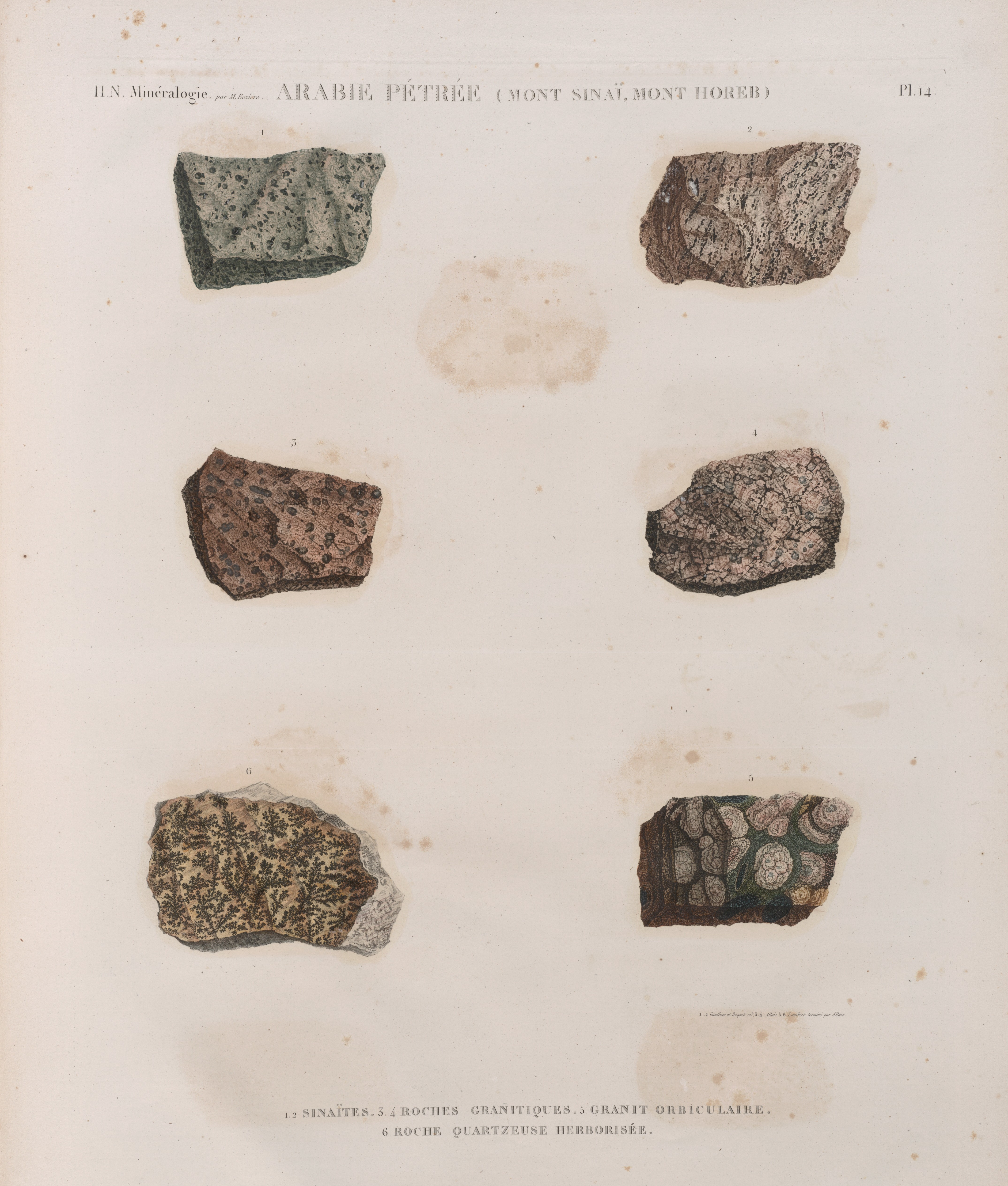
1.2. Sinaïtes; 3.4. Roches granitiques; 5. Granit orbiculaire; 6. Roche quartzeuse herborisée
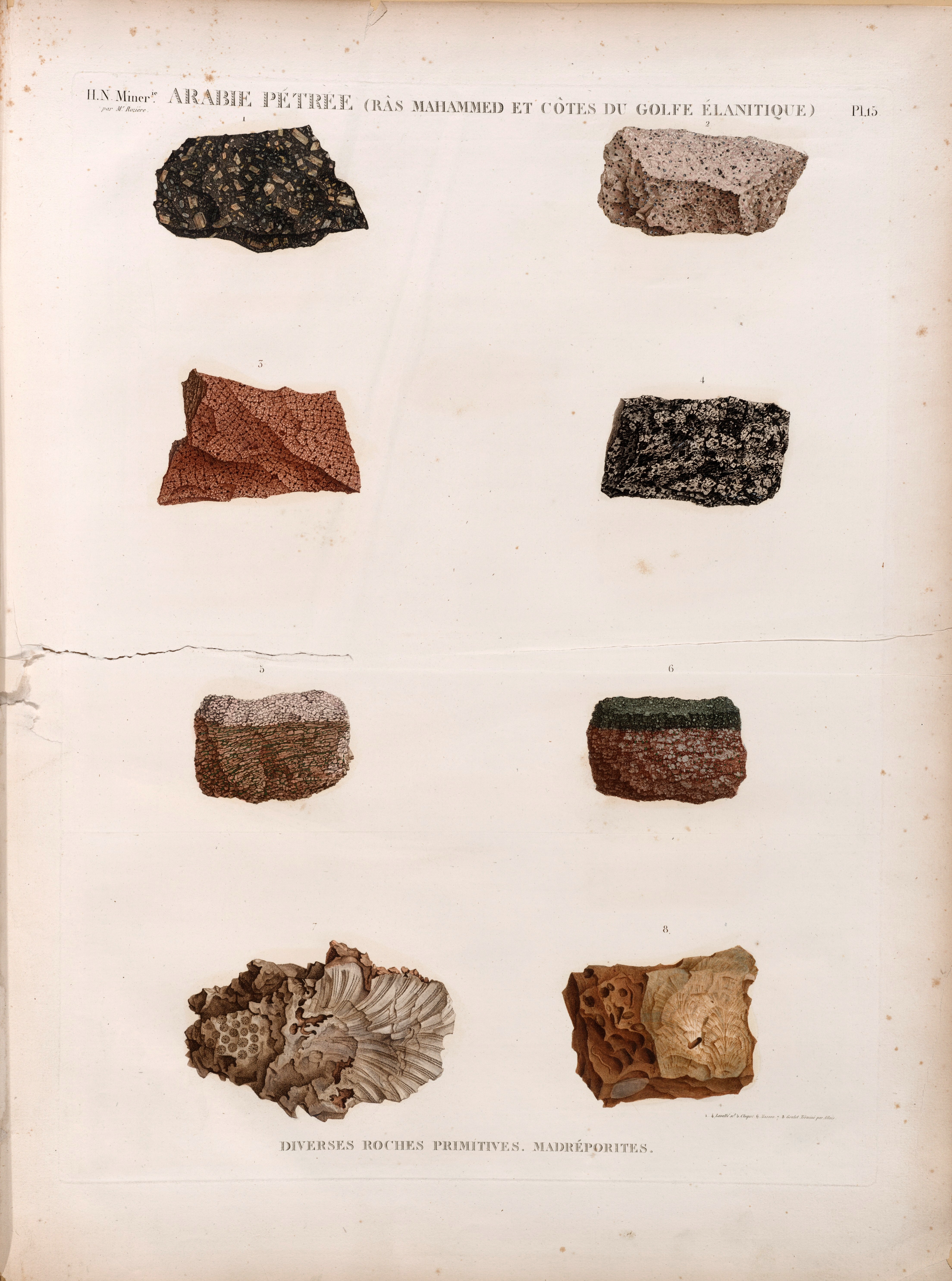
Diverses roches primitives; Madréporites

De retour en France, il va poursuivre une activité professionnelle comme ingénieur en chef en 1810, puis professeur à l'École des mineurs de Saint-Étienne en 1819 et ingénieur en chef des mines à Nevers en 1828. Il est accablé d'infirmités à la suite d'une chute de cheval survenue vers 1813. Nommé chevalier de la Légion d'honneur, il est admis à la retraite en 1832.